# Montagem equatorial
A Montagem equatorial é um sistema de montagem de telescópios em que o eixo primário é montado precisamente paralelo ao eixo terrestre. Deste modo ele aponta para o polo celeste, e por isso recebe o nome de Eixo Polar. O eixo secundário permite a movimentação no sentido da declinação, de 0º no equador até +90º no Pólo Norte, e -90º no Pólo Sul.
Este tipo de montagem é o preferido pelos astrônomos amadores pois, a partir da primeira regulagem, permite que se acompanhe um astro no céu movendo-se o telescópio em apenas um sentido.